# Spor Toto Akhisar Stadyumu
Das Spor Toto Akhisar Stadyumu (türkisch, auch Spor Toto Akhisar Stadı) ist ein Fußballstadion in der türkischen Stadt Akhisar, Provinz Manisa, im Westen des Landes. Der Fußballverein Akhisarspor, gegenwärtig in der viertklassigen TFF 3. Lig vertreten, trägt hier seine Heimspiele aus.

## Geschichte
Akhisarspor trug seine Heimspiele seit der Gründung 1970 im Akhisar Şehir Stadyumu von 1952 aus. 2012 stieg der Verein in die Süper Lig auf. Das in der Stadt liegende Akhisar Şehir Stadyumu erfüllte nicht die Anforderungen der höchsten türkischen Liga sowie der UEFA. Die Stadt beschloss einen Neubau auf einem fast vier Hektar großen öffentlichen Gelände, westlich des Stadtzentrums. Die Planungen sahen ein Fußballstadion mit 12.000 Plätzen vor, nach den Anforderungen der Liga und der UEFA. Zusätzlich wurde direkt daneben eine Sporthalle, für unter anderem Sportarten wie Basketball, Volleyball oder Handball, mit 2000 Plätzen und einer Tiefgarage für 580 Fahrzeuge, geplant.
Die erste Ausschreibung für den Bauauftrag fand Anfang 2013 statt. Der ausgewählte Auftragnehmer zog sich aber direkt nach der Vertragsunterschrift vom Auftrag zurück. Nach einem Rechtsstreit entschied sich die Stadt zur Aufgabe des ersten Auftragnehmers und nahm das Angebot des zweitplatzierten Unternehmens an. Im April 2014 begannen die Bauarbeiten, die bis Ende 2015 andauern sollten. Diese Frist konnte nicht eingehalten werden, und es kam zu weiteren Verzögerungen, die zu einem weiteren Rechtsstreit führten. Ende 2016 trennte man sich auch vom zweiten Bauunternehmen. Im März 2017 wurde das dritte Bauunternehmen ausgewählt. Der Auftragnehmer versprach bis Ende September des Jahres den Abschluss aller Hauptarbeiten. Die Fußballarena wurde im Januar 2018 fertiggestellt und wartete auf die Nutzungsgenehmigung.

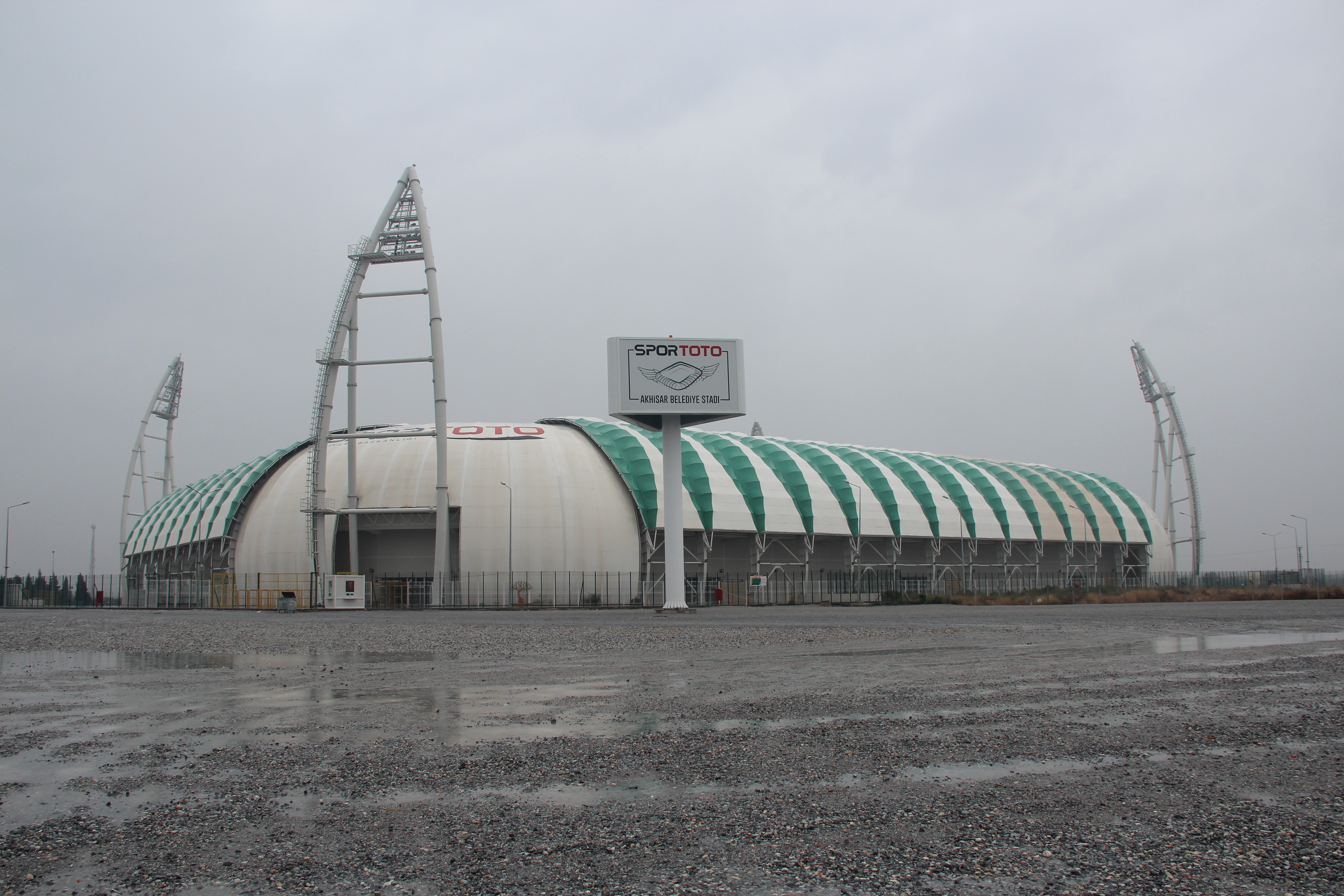
Außenansicht im November 2018

Das Spor Toto Akhisar Stadyumu verfügt über vier überdachte Zuschauertribünen mit 12.139 Plätzen. Dazu gehören 192 V.I.P.-Sitze, 72 Presseplätze, 60 behindertengerechte Plätze und 886 Plätze für die Gästefans. Das Konzept stammt aus dem Jahr 2010. Es verbindet die Stadt Akhisar mit dem Olivenbaum. Akhisar gehört zu den wichtigsten türkischen Anbaugebieten von Oliven. Die tragende Dachkonstruktion aus Stahl wölbt sich über die Ränge und ist mit einer 20.000 m² großen PVC-Membran bespannt. In die weiße Membran sind grüne Elemente eingearbeitet. Sie erinnern an Olivenblätter. Die Farbe Grün gehört auch zu den Farben von Akhisarspor. Das Flutlicht ist auf vier zum Innenraum geneigte Masten in den Stadionecken verteilt. Sie nehmen ebenfalls die Form eines Olivenblatts auf. Die Kunststoffsitze auf den Rängen sind fast komplett in verschiedenen Grüntönen. Insgesamt belaufen sich die Kosten für die beiden Veranstaltungsstätten auf 78 Mio. Türkische Lira.
Am 28. Januar 2018 konnte die Einweihung des Spor Toto Akhisar Stadyumu mit der Begegnung Akhisarspor gegen Antalyaspor (1:1) gefeiert werden.